# Bob Esponja (álbum)
Bob Esponja es el álbum oficial de la serie animada Bob Esponja de Nickelodeon. Incluye las canciones que aparecen en diversos capítulos. Las se encuentran a la venta en México, pero por primera vez la venta de álbumes de esta serie se lanzó a EUA, en inglés.

## Temas
| Canción                                | Capítulo                                       | Personaje                                                              | Productores                                                               |
| -------------------------------------- | ---------------------------------------------- | ---------------------------------------------------------------------- | ------------------------------------------------------------------------- |
| Tema Inicial de Bob Esponja            | Bob Esponja [Serie Completa]                   | Parche el Pirata Feat. Kids                                            | Stephen Hillenburg; Mark Harrison; Blaise Smith; Derek Drymon             |
| Cuando El Mundo Colapsa                | Ugh                                            | Cavernícola Y Robot                                                    | Theo Mondle; Paul Tibbitt; Kent Osborne                                   |
| La Canción Divertida                   | Amistad Interesada                             | Bob Esponja Feat. Plankton                                             | Sherm Cohen; Brad Carow                                                   |
| La Canción de la Fogata                | El Episodio de Camping                         | Bob Esponja Feat. Patricio Estrella                                    | Dan Povenmire; Jay Lender; Michael Culross; Carl Williams; Michael Walker |
| Pantalones Rotos                       | Pantalones Rotos                               | Bob Esponja                                                            | Peter Straus; Paul Tibbitt                                                |
| Hola a Todos                           | Jalea de Medusa                                | Pez Cliente                                                            | Stephen Hillenburg; Derek Drymon; Eban Schletter; Andrew Overtoom         |
| La Caja de Ritmo Burbujas              | El Episodio Perdido/La Esponja Que Podía Volar | [Solo Sonido]                                                          | Theo Mondle                                                               |
| Dulce Victoria                         | La Banda de Tontos                             | Bob Esponja Feat. Banda Calamardo                                      | David Eisley; Bob Kulick                                                  |
| Haciendo la Esponja                    | La Pareja                                      | DJ, Bob Esponja & Perlita                                              | Peter Straus                                                              |
| Delirio de Estadio                     | Pesca de Medusas                               | [Solo Sonido]                                                          | Michael Governer; Glen Nishida                                            |
| Todo lo que Necesitas Son Amigos       | El Episodio Perdido/La Esponja Que Podía Volar | Bob Esponja                                                            | Eban Schletter; Paul Tibbitt; Kent Osborne                                |
| Está Volando                           | El Episodio Perdido/La Esponja Que Podía Volar | Bob Esponja Feat. Sra. Poff, Don Cangrejo, Patricio Estrella, Plankton | Thomas Kenny; Andy Paley                                                  |
| La Canción del Abrigo                  | Como lo Vio en Televisión                      | Bob Esponja Feat. Clientes del Crustáceo Cascarudo                     |                                                                           |
| El Mejor de Todos Los Días             | El Mejor Día                                   | Bob Esponja                                                            | Andy Paley; Tom Kenny                                                     |
| Amigos Idiotas                         | Peste del Oeste                                | Bob Esponja Feat. Patricio Estrella                                    |                                                                           |
| La Canción de Gary                     | ¿Has Visto a Este Caracol?                     | Bob Esponja                                                            |                                                                           |
| No Puedo Mantener Mis Ojos Lejos de Ti | Amar a Una Cangreburguer                       | Bob Esponja                                                            |                                                                           |
| La Canción de la Burbuja               | Aventura En La Atlántida                       | Bob Esponja Feat. Patricio Estrella                                    |                                                                           |
| El Sol Bajo EL Agua                    | Bob El Aguafiestas                             | Los Cerebros de Pollo                                                  |                                                                           |
| Estás Viejo                            | Crustáceo Maduro                               | Bob Esponja                                                            |                                                                           |
| Mermelada de Medusa                    | Pesca de Medusas                               | Gary Feat. Criaturas Marinas                                           |                                                                           |
| La Parrilla No Es Un Hogar             | Bienvenido al balde de bocados                 | Bob Esponja Feat. Don Cangrejo                                         |                                                                           |